# Paula Prado del Río
Paula Prado del Río (Santiago de Compostela, 30 de marzo de 1971) es una política española del Partido Popular. En la actualidad, es diputada en el Parlamento de Galicia y secretaria general del Partido Popular de Galicia. Con anterioridad, ha sido senadora en las Cortes Generales y concejal en el Ayuntamiento de Santiago de Compostela.

## Trayectoria
Licenciada y Doctora en Derecho por la Universidad de Santiago de Compostela. Es abogada especialista en derecho de familia.
Fue concejal del PPdeG en Santiago de Compostela desde 2007, portavoz del Grupo Municipal y portavoz de la Junta de Gobierno local desde 2011.
En 2009 fue candidata a las elecciones al Parlamento de Galicia por la provincia de La Coruña, fue elegida diputada y fue portavoz de Justicia del Grupo Popular. En las autonómicas de 2012 volvió a ser elegida diputada y fue nominada portavoz del área de Presidencia y Vicepresidencia del Grupo Parlamentario Popular. En 2013 fue nombrada portavoz del Partido Popular de Galicia.
En las elecciones generales de 2015 se presentó al Senado por la provincia de La Coruña y fue elegida senadora.
En las elecciones al Parlamento de Galicia en septiembre de 2016 fue elegida diputada y viceportavoz del Grupo Popular, ejerció la presidencia de la Comisión no permanente de estudio para la Igualdad y para los Derechos de las Mujeres. Fue reelegida en las elecciones autonómicas de 2020, ejerciendo como viceportavoz del Grupo Parlamentario Popular y Portavoz del área de Presidencia y Vicepresidencia. Es la portavoz de Igualdad del Grupo Parlamentario Popular